# 利索韋 (布斯克區)
50°6′21″N 24°46′39″E / 50.10583°N 24.77750°E
利索韋（烏克蘭語：Лісове），是烏克蘭西部的村莊，隸屬利維夫州的佐洛奇夫區。該村始建於1600年，面積0.66平方公里，海拔高度223米，2001年人口226，人口密度每平方公里342.42人。